# Megalithen auf Korsika
Die Megalithen auf Korsika entstanden etwa ab 3000 v. Chr. und lassen sich in wenige Gruppen einteilen, denen Phasen des korsischen Megalithikums zuzuordnen sind. Neolithische Monumente sind Ausdruck der Ideologie neolithischer Gesellschaften. Ihre Entstehung und Funktion ist abhängig von der sozialen Entwicklung.

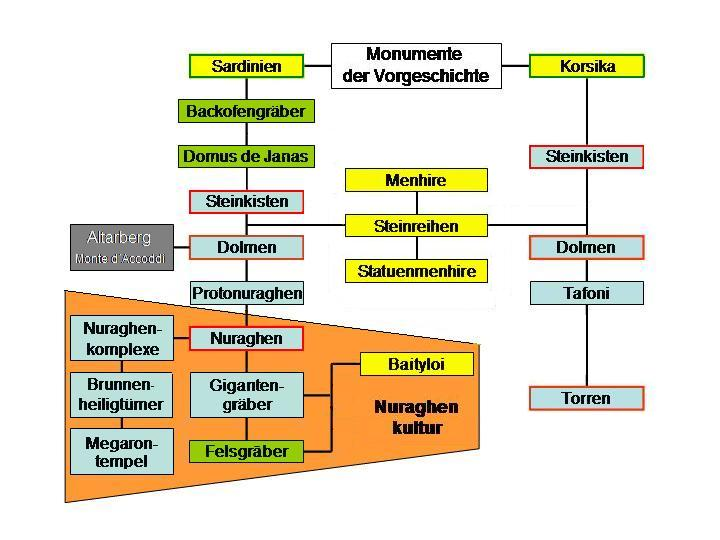
Sardisch-korsische Anlagentypen

- Megalithikum 1 (Steinkisten franz. coffre (bancali))
- Megalithikum 2 (Dolmen)
- Megalithikum 3 (Statuenmenhire)

## Prämegalithikum
In der 2. Hälfte des 4. Jahrtausends v. Chr. erfuhr die lokale Gruppe der westmediterranen Cardial- oder Impressokultur einen Aufschwung in Form einer auffallenden Bevölkerungszunahme. Manche Dörfer erstrecken sich jetzt über mehrere Hektar. Die Obsidianindustrie erreichte ihren Höhepunkt. Zeitgleich begann die Megalithphase der Kultur. Ob der Impuls dazu von Frankreich, Katalonien oder dem Osten ausging und mit der Ankunft fremder Gruppen verbunden war, bleibt ein vieldiskutiertes Problem. Für und gegen beide Thesen gibt es Argumente. Die auf der Insel nicht durchschlagende Kupferzeit beginnt jedenfalls mit dem Megalithikum.

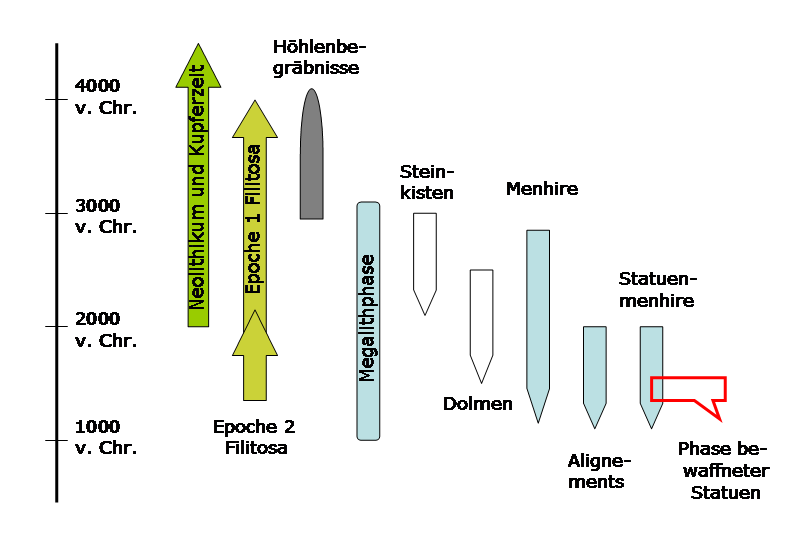
Die neolithischen Kulturphasen auf Korsika vor Beginn der Torre-Kultur
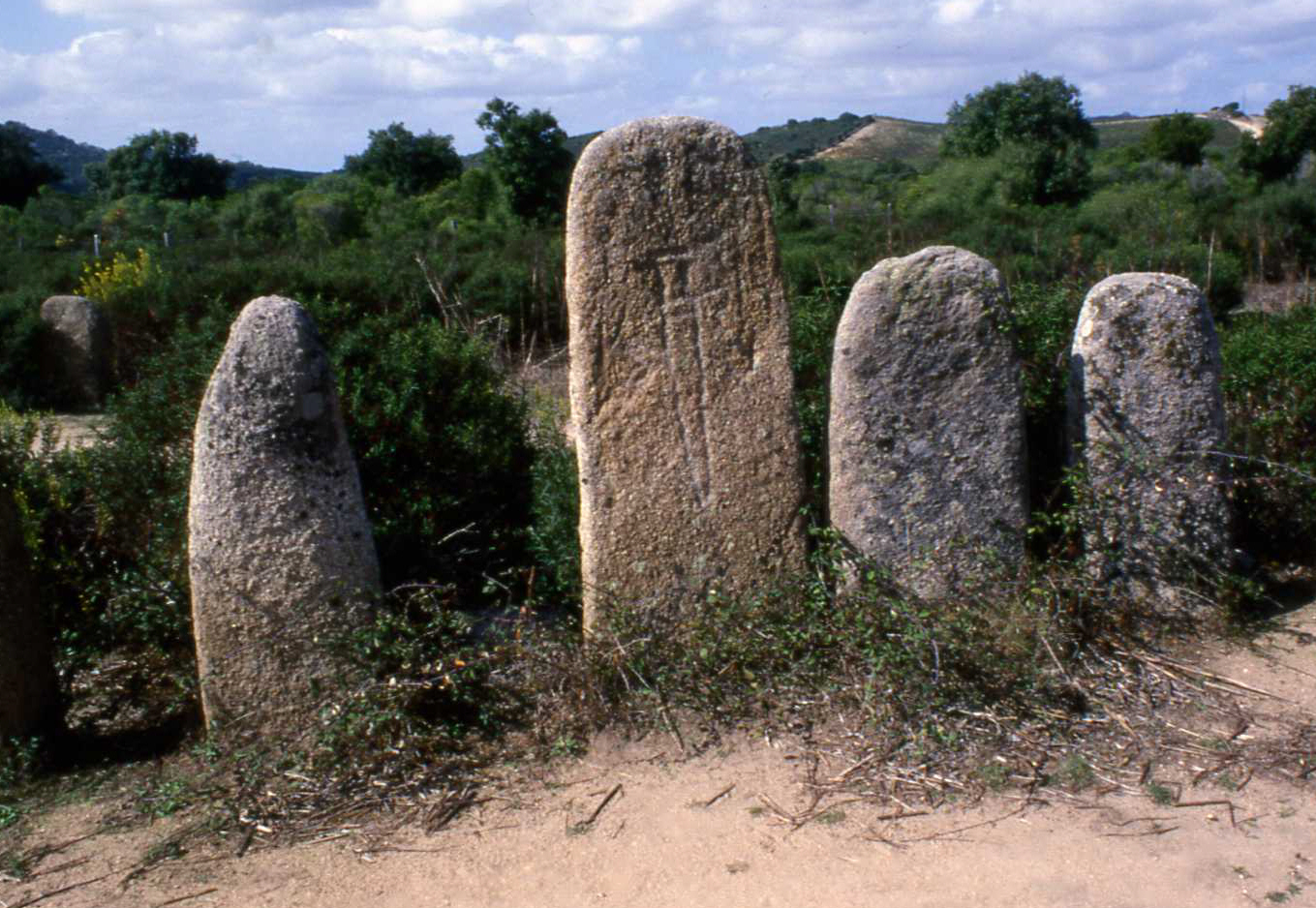
Die Steinreihen von Palaggiu auch als Campu dei Morti (Friedhof) bezeichnet
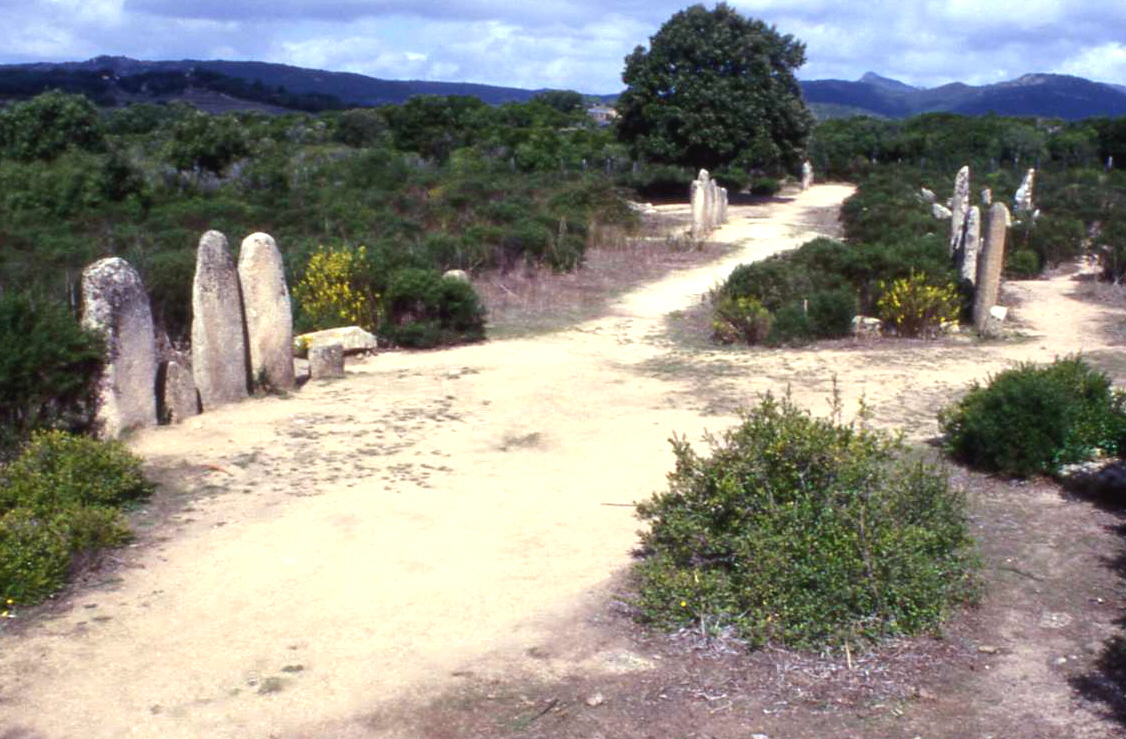
Andere Sicht auf die Steinreihen von Palaggiu

## Megalithikum
Die Verbreitung megalithischer Anlagen (Dolmen und Steinkisten) ist auf Korsika sehr uneinheitlich. In der Nordhälfte der Insel gibt es lediglich 7 Fundplätze, während der Süden über 45 aufweist. Statuenmenhire werden nur in der Südhälfte gefunden.

## Megalithikum 1
Die zuvor in Höhlen beigesetzten Toten werden in bis zu drei Meter langen Steinkisten aus ordentlich behauenen und geglätteten Steinplatten beigesetzt, die anfangs bis zu zwei Meter in den Boden eingetieft werden und von einer Erdschicht bedeckt sind. Später wird auf große Tiefe verzichtet und die Deckenplatten der Steinkisten erreicht das Niveau der Oberfläche. Die stets mit Beigaben versehenen Anlagen waren vornehmlich im Süden Korsikas, im Sartenais und bei Porto-Vecchio verbreitet. Dort liegen zwei Nekropolen mit je 15 Steinkisten. Bei Levie findet sich die große Steinkiste von Caleca. Geringer war die Verbreitung in der Balagne und im Nebbio. Jede Steinkiste wurde von ein oder zwei Menhiren begleitet. Anfangs waren das relativ niedrigen Steinsäulen (eins bis zwei Meter), die innerhalb der Steinkisten standen und deren Spitzen über die Erdoberfläche reichten. Später stehen Menhire neben den Steinkisten. Alle korsischen Menhire sind aus Granit, der weit mehr als 50 % der Insel bedeckt.

## Megalithikum 2
Im zweiten Abschnitt der korsischen Megalithkultur werden aus den ebenerdigen Steinkisten oberirdische Dolmen von international vergleichsweise mäßiger Größe. Heute gibt es noch etwa hundert (davon 46 besser erhalten) auf Korsika, (Carupa, Isla de la Toja di o Turmentu, Paomia, Settiva) von denen der Dolmen von Fontanaccia bei Sartène als der schönste gilt. Etwa zu dieser Zeit tauchen erste Spuren der Glockenbecherkultur auf Korsika und Sardinien auf.
Die Menhire nehmen an Größe zu (3–4 m) und werden neben, aber auch weiter entfernt von den Dolmen aufgestellt (de Malora). Im Sartenais sind Menhire zu durchweg nordsüdlich orientierten Alignements angeordnet. Zweifellos waren diese mit dem Totenkult assoziiert, denn in ihrer Nachbarschaft finden sich stets Megalithanlagen. Auf Korsika sind noch 20 Alignements zumindest weitgehend erhalten; wahrscheinlich wurden andere in der Vergangenheit als Baumaterial verwendet. Besonders eindrucksvoll sind die Doppelreihen aus 258 Menhiren des Alignements von Palaggiu.

## Megalithikum 3
Gegen Ende des 3. Jahrtausends v. Chr. wird der ungestaltete Menhir zum Statuenmenhir. Er behält zwar die Grundform einer Stele mit ovalem Grundriss bei, doch in der oberen Hälfte nimmt er anthropomorphe Züge an. Vorderhand sind das die Umrisse von Schultern und Kopf. Zwischen 1800 und 1500 v. Chr. tritt ein Antlitz mit Augen, Nase, Mund und Kinn hinzu, das maskenartig ausdrucksvoll wirkt. Mit Ausnahme von fünf Statuenmenhiren aus Schiefer oder Kalkgestein, die im Norden der Insel gefunden wurden, sind alle Statuen aus Basalt. Es wird angenommen, dass sie ursprünglich mit Hämatit rot bemalt waren. Im Taravo-Tal besonders im Bereich von Filitosa fand man bisher die meisten. Zu den Merkmalen der korsischen Kultur des Endneolithikums gehören auch Gruppen von Mörsern (auf Malta „multiple Querns“ genannt) die am Monte Lazzu einem 100 m hohen Hügel am Golf von Sagone gefunden wurden.

## Dolmen oder „stazzoni“ und Steinkisten
Dolmen ist in Frankreich der Oberbegriff für Megalithanlagen aller Art (siehe: Französische Nomenklatur) denen allerdings nur die kontinentalfranzösischen Anlagen entsprechen, nicht jedoch die Anlagen auf Korsika. Hier gilt die: Classification descriptive du Mégalithique corse. Classification typologique et morphologique des menhirs et statues-menhirs de l'île von Roger Grosjean.
- Appiettu, Statuenmenhir bei Aiacciu
- Dolmen d'Appazu
- Arghjola dolmen (Sartène)
- Bizzicu Rosu oder Vaccil-Vecchiu (Grossa)
- Dolmen de Bughja bei Calcatoggio
- Capu di Buono (Bisinchi)
- Cardiccia (Sartène) - größter Dolmen der Insel mit 5,6 m Länge
- Casa di l'Orca am Monte Revincu
- Casa di Lurcu am Monte Revincu
- Ciutulaghia Dolmen (in Appietto)
- Dolmen Cruci I und II
- Figa la Sarra (Olmeto)
- Dolmen von Fontanaccia (Sartène)
- Dolmen vom Mont Revincu (Santo-Pietro-di-Tenda)
- Dolmen Monte Rotundu (Sotta)
- Paddaghju (Sartène)
- Dolmen von Pacciunituli
- Dolmen de Piscia
- Pughjaredda Nord (Sotta)
- Renaghju (Sartène)
- Dolmen von Settiva oder (Petreto-Bicchisano)
- Dolmen von Taravu
- Tivolaghju (Porto-Vecchio)
- Dolmen Tola di u Turmentu (Serra-di-Ferro)
- Tremeca Dolmen (Casaglione)
- Vasculaghju (Sotta)

## Menhire und Statuenmenhire
Unter den korsischen Menhiren sind eine größere Anzahl phallischer Exemplare.
- Menhir von Capo-di-Luogo
- Menhir von Vaccil-Vecchiu
- Statuenmenhir U Nativu
- Menhire vom Pinzu a Vergine

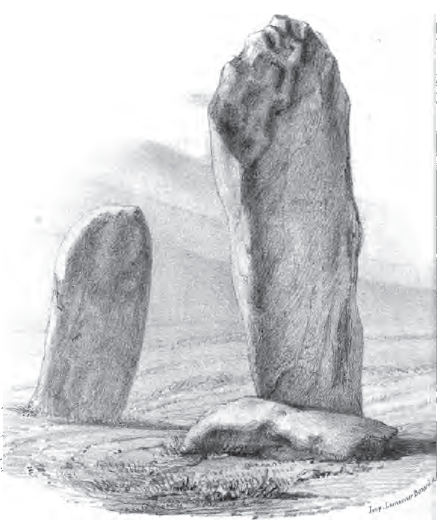
Mönch und Nonne

- Statuenmenhir Stantara d’Appriciani
- Statuenmenhir von Luzzipeu
- Statuenmenhir von Tavera
- Statuenmenhir U Scumunicatu
- Statuenmenhir Santa Maria
- Statuenmenhire von Piève
- Statuenmenhir Santa Maria
- U Frate e a Suora, Menhire

- Menhir von Pila-Canale
- Statuenmenhir Sagone 2 und 3

## Die torreanische Kultur
Bereits mit der Wende zum 2. vorchristlichen Jahrtausend tauchen neue Elemente wie Serpentinringe und fremdartige Fruchtschalen auf, die eine Veränderung ankündigen. Eine Vorstufe erfährt diese Phase im Bau des Turms von Tappa. Die Phase der Torreaner beginnt etwa 1600 v. Chr. und ist mit dem Bau der klassischen Torren verbunden, die der bronzezeitlichen Kultur den Namen gaben. Trotz der Verwendung von Megalithen (besonders für Menhirstatuen) ist die megalithische Phase im Wesentlichen beendet.